# آلبرتو براساتگی
 آلبرتو براساتگی (انگلیسی: Alberto Berasategui؛ زاده ۲۸ ژوئن ۱۹۷۳) یک تنیس‌باز اهل اسپانیا است.